# فرودگاه شهر بارنت
فرودگاه شهر بارنت (به انگلیسی: Burnet Municipal Airport) (به زبان بومی: Kate Craddock Field) یک فرودگاه همگانی بهره‌برداری هوایی است که یک باند فرود آسفالت دارد و طول باند آن ۱۵۲۴ متر است. این فرودگاه در شهر برنت، تگزاس کشور ایالات متحده آمریکا قرار دارد و در ارتفاع ۳۹۱ متری از سطح دریا واقع شده‌است.